# Candida milleri
Candida milleri är en art av jäst ur släktet Candida. Den används tillsammans med bakterien  Lactobacillus sanfranciscensis i produktionen av surdegsbröd.